# Colangiopancreatografia por ressonância magnética
Colangiopancreatografia por ressonância magnética é uma técnica de imagiologia médica que utiliza ressonância magnética para visualizar os ductos biliar e pancreático de forma não invasiva.